# 费赫尔·翁瑙
费赫尔·翁瑙（匈牙利語：Fehér Anna，1921年9月24日—1999年12月30日），匈牙利女子竞技体操运动员。她曾代表匈牙利获得1948年夏季奥运会体操比赛女子团体全能银牌。她于1999年在布达佩斯去世。